# Echinopsis
Echinopsis Zucc. es un gran género de cactáceas de la subfamilia Cactoideae nativo de Sudamérica. Sus especies, cuyo número gira ampliamente, según diferentes autores, alrededor de los 150, varían desde grandes y arbóreas hasta pequeñas y globosas.  El género fue creado por el botánico alemán Joseph Gerhard Zuccarini en 1837.
Echinopsis se distingue de Echinocactus por la longitud del tubo floral;[cita requerida] de Cereus por la forma y el tamaño de sus tallos;[cita requerida] y de ambos por la posición que tienen sus flores en el tallo. Se destacan por el gran tamaño, longitud y belleza de sus flores

## Distribución
Echinopsis crece en Sudamérica, particularmente en Argentina, Chile, Bolivia, Perú, Brasil, Ecuador, Paraguay y Uruguay. Crecen solo en suelos arenosos o con grava, y en laderas de cerros en las grietas entre las rocas.

## Cultivo
Las épocas de crecimiento y de reposo de Echinopsis son similares a las de Echinocactus.[cita requerida] Una investigación de J. Smith (antiguo curador en el Real Jardín Botánico de Kew) mostró que especies como Echinopsis cristata, de Chile, y sus semejantes mexicanas prosperan si se hacen crecer sobre un limo ligero con una capa de tierra de hojas y partículas de piedra caliza; la caliza mantiene la tierra aireada. Es importante que el suelo tenga buen drenaje. En invierno se le debe proporcionar muy poca agua, y el ambiente debe ser seco; la temperature no debe exceder los 10 °C durante la noche, y en climas muy fríos puede permitírsele descender hasta los 5 °C, siempre y cuando durante el día haya tenido temperaturas superiores a los 14 °C. En primavera, las plantas deben recibir la influencia completa del calor del sol. En días muy calurosos, se benefician de rociaduras de agua frecuentes al atardecer. No se debe saturar nunca el suelo con agua, ya que las raíces fibrosas y suaves se pudren si se mantienn húmedas demasiado tiempo.

## Taxonomía
El género fue descrito por  Joseph Gerhard Zuccarini y publicado en Abhandlungen der Mathematisch-Physikalischen Classe der Königlich Bayerischen Akademie der Wissenschaften 2: 675. 1837.

### Etimología
Echinopsis nombre genérico que deriva de echinos, "erizo o erizo de mar", y opsis, "apariencia", en referencia a la cubierta densa de espinas que algunas de estas plantas presentan.

## Cambios en su taxonomía

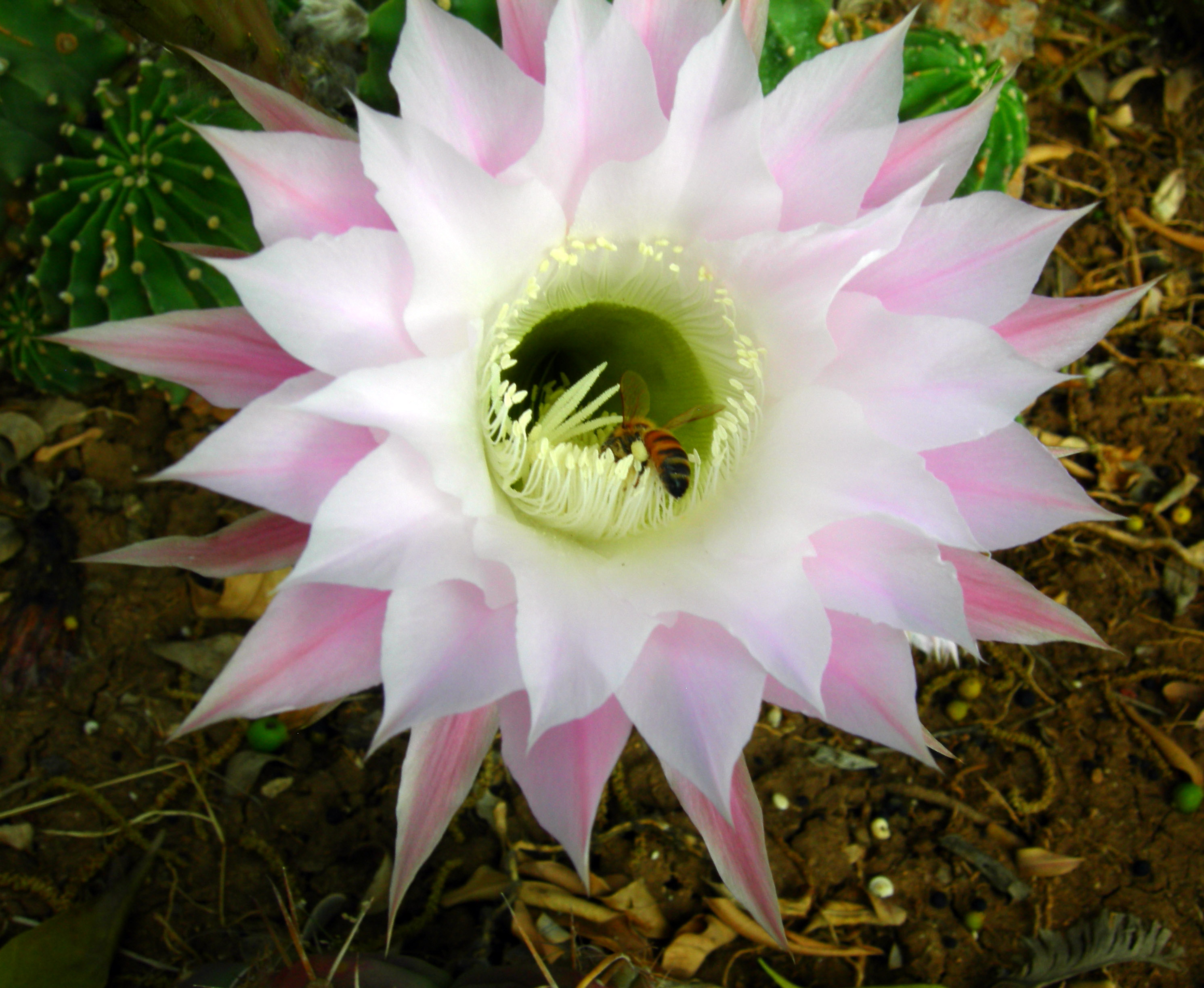
Echinopsis eyriesii.

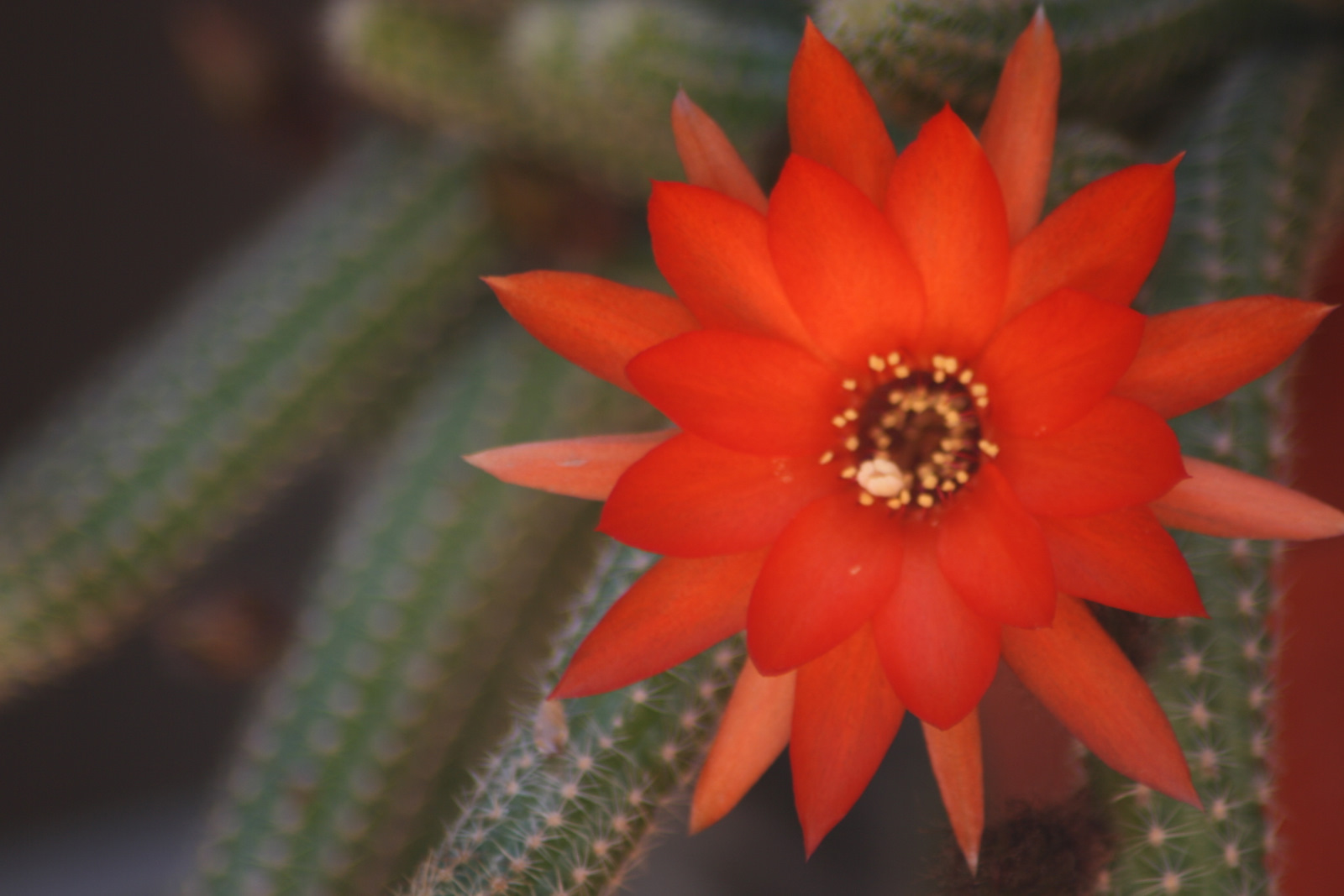
Echinopsis chamaecereus 02

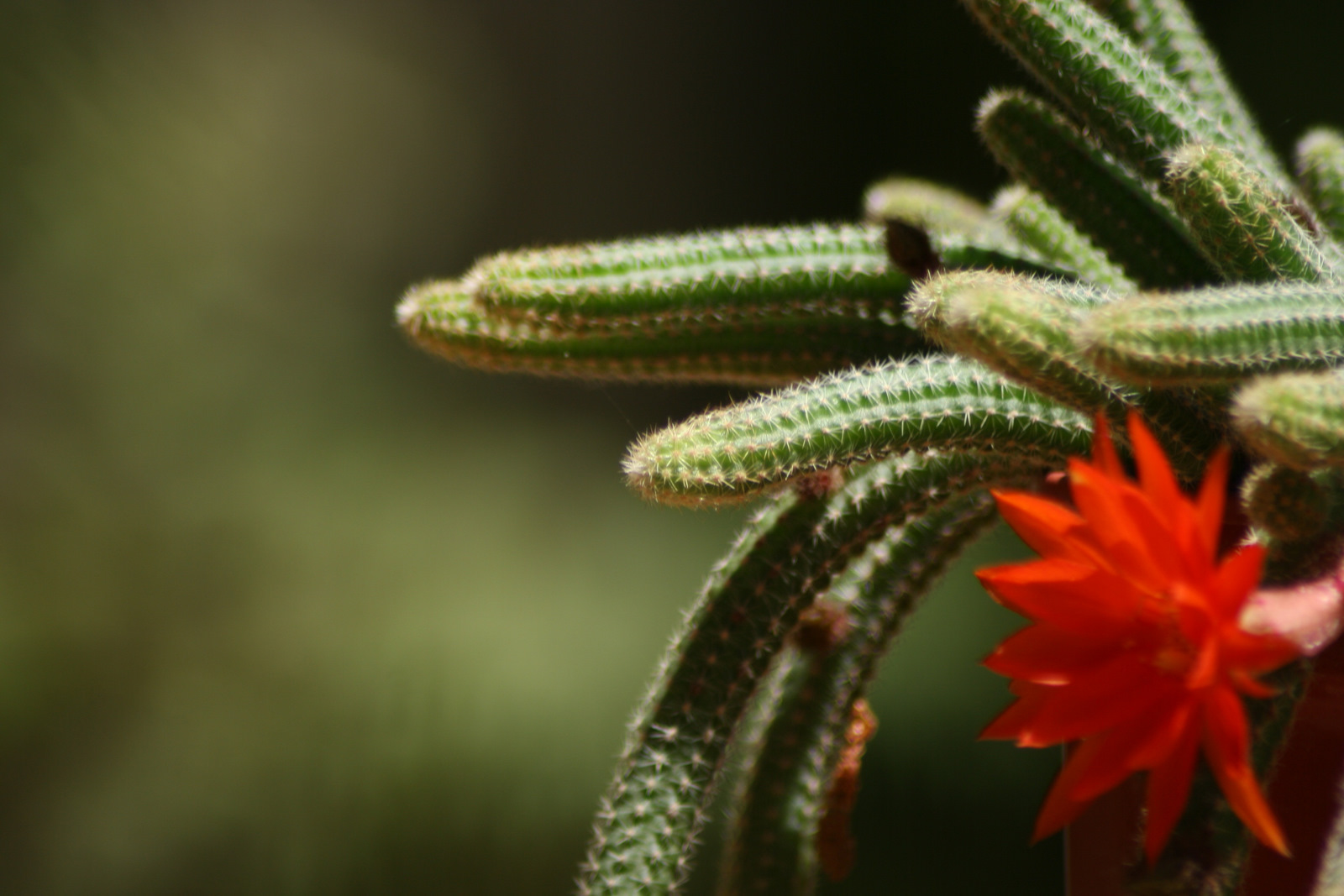
Echinopsis chamaecereus 01

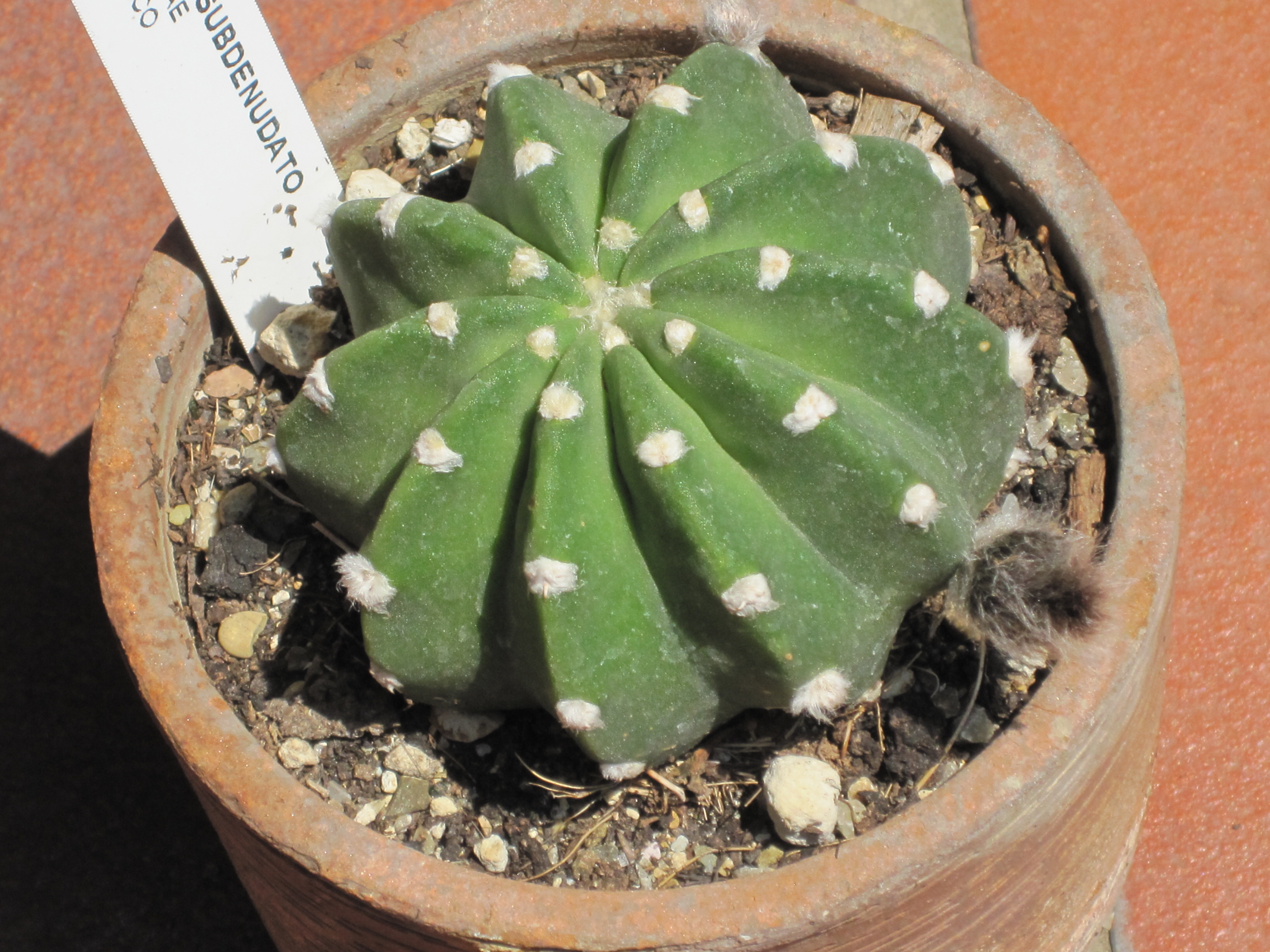
Echinopsis subdenudata

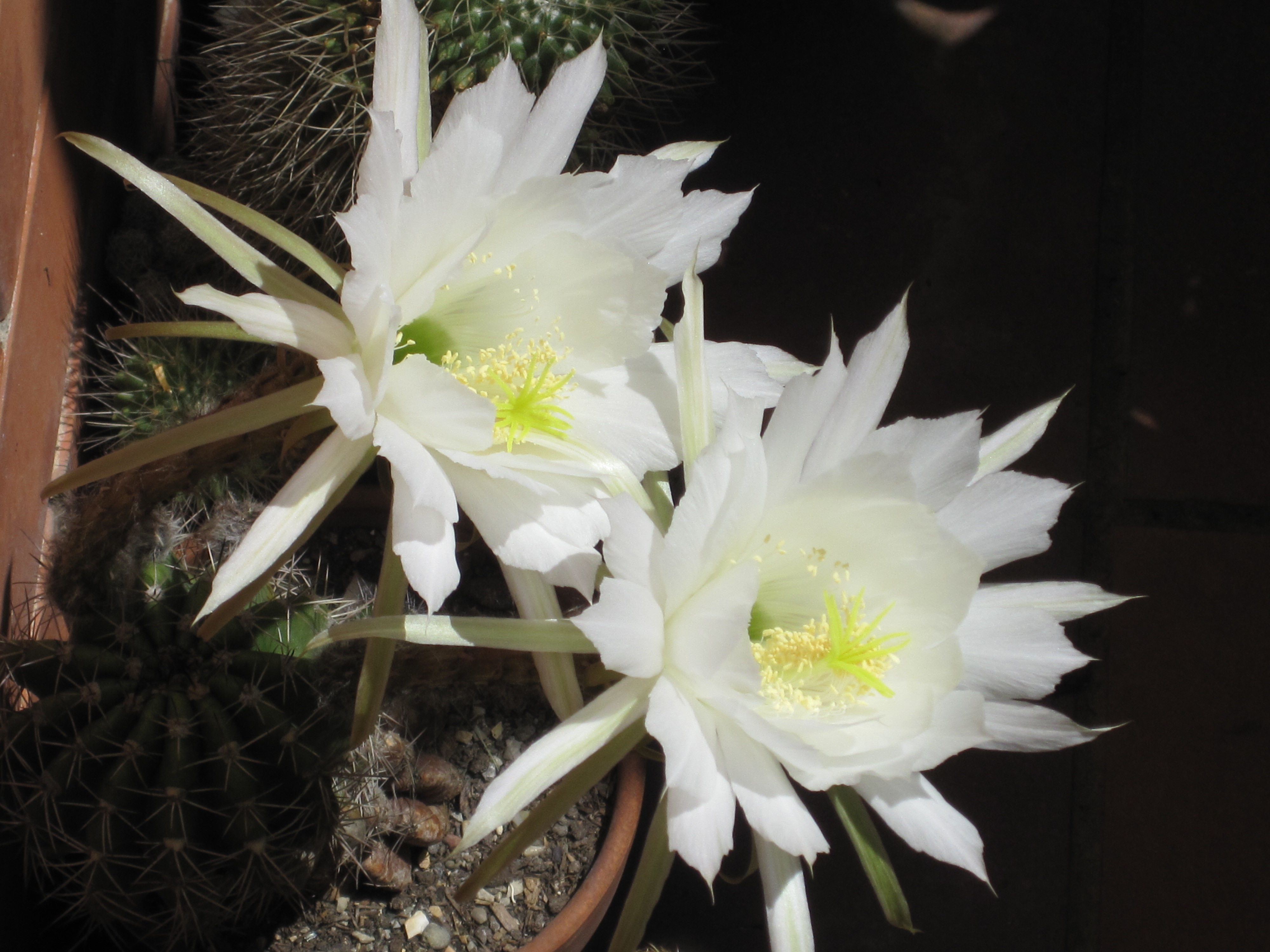
Flores de Echinopsis

Estudios en los 1970s y los 1980s trajeron como resultado que varios géneros que antes estaban separados fueran incorporados a Echinopsis. La siguiente lista muestra estos géneros:
- Acantholobivia Backeb.
- Acanthopetalus Y.Itô
- Andenea Fric (nom. inval.)
- Aureilobivia Fric (nom. inval.)
- Chamaecereus Britton & Rose
- Chamaelobivia Y.Itô (nom. inval.)
- Cinnabarinea Fric ex F.Ritter
- Echinolobivia Y.Itô (nom. inval.)
- Echinonyctanthus Lem.
- Furiolobivia Y.Itô (nom. inval.)
- Helianthocereus Backeb
- Heterolobivia Y.Itô (nom. inval.)
- Hymenorebulobivia Fric (nom. inval.)
- Hymenorebutia Fric ex Buining
- Leucostele Backeb.
- Lobirebutia Fric (nom. inval.)
- Lobivia Britton & Rose
- Lobiviopsis Fric (nom. inval.)
- Megalobivia Y.Itô (nom. inval.)
- Mesechinopsis Y.Itô
- Neolobivia Y.Itô
- Pilopsis Y.Itô (nom. inval.)
- Pseudolobivia (Backeb.) Backeb.
- Rebulobivia Fric (nom. inval.)
- Salpingolobivia Y.Itô
- Scoparebutia Fric & Kreuz. ex Buining
- Setiechinopsis (Backeb.) de Haas
- Soehrensia Backeb.
- Trichocereus (A.Berger) Riccob.

Algunos investigadores han propuesto que ciertas especies de Rebutia se incorporen también a Echinopsis.
Estos cambios taxonómicos han sido criticados por K. Trout, en particular la inclusión del género 
Trichocereus, así como la creación de un nuevo género complejo y enorme sin la existencia de una monografía. 
También surgieron problemas con respecto a nombres que se repetían cuando se realizó esta fusión. En particular, antes existían tanto Echinopsis bridgesii como Trichocereus bridgesii, que son dos plantas muy diferentes. Echinopsis bridgesii es un cactus pequeño y cespitoso, mientras que Trichocereus bridgesii es un cacto alto y columnar similar a E. (o T.) pachanoi. En la nueva clasificación, Trichocereus bridgesii es ahora Echinopsis lageniformis (Forst) H.Friedrich & G.D.Rowley . Es importante mencionar que mucha gente aún emplea el nombre Trichocereus, en particular en escritos de etnobotánica.

## Especies
- Lista de especies de Echinopsis